# Kamienica Judy Wielburskiego w Warszawie
Kamienica Judy Wielburskiego (?) nazywana też kamienicą Potempskich – budynek mieszkalny znajdujący się u zbiegu ul. Marszałkowskiej (nr 2) i al. Jana Chrystiana Szucha (nr 1), przy placu Unii Lubelskiej w Warszawie,

## Historia
Wzniesiona została na początku XX wieku w okresie zabudowy placu Unii Lubelskiej. Przetrwała II wojnę światową. Jej charakterystycznymi elementami stały się biała elewacja z delikatnymi neoklasycystycznymi detalami oraz usytuowana od strony alei Szucha wieża z klatką schodową zwieńczona hełmem.
24 lipca 2012 została wpisana do gminnej ewidencji zabytków m.st. Warszawy.